# Veine ovarique
La veine ovarique transporte le sang désoxygéné des ovaires à la veine cave inférieure ou un de ses tributaires. C'est l'équivalent féminin des veines testiculaires et la contrepartie de l'artère ovarique.
Ces veines sont au nombre de deux, chacune desservant un ovaire :  
- la veine ovarique droite longe le ligament suspenseur de l'ovaire et généralement rejoint la veine cave inférieure
- la veine ovarique gauche rejoint souvent la veine rénale gauche

## Pathologie
Le thrombose de la veine ovarique peut être associée à une endométrite post-partum, à une maladie inflammatoire pelvienne, à une diverticulite du sigmoïde, à une appendicite ou à une chirurgie gynécologique.

## Galerie

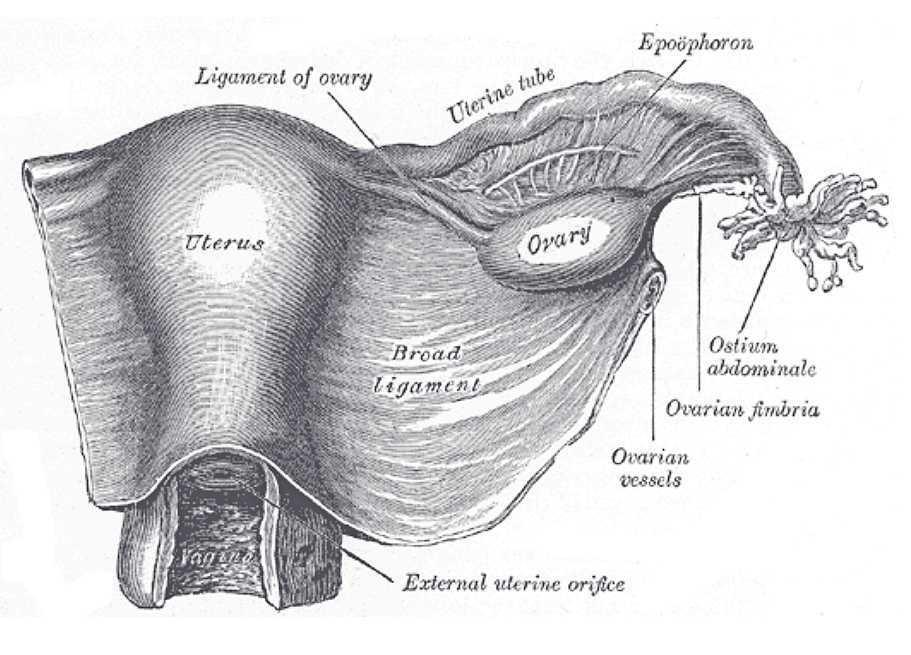
Utérus et ligament droit vus de derrière